# Maratona di Bucarest
La Maratona di Bucarest (in inglese Bucharest International Marathon) è una gara podistica sulla consueta distanza della maratona (42,195 km), organizzata dal 2008 e che si svolge annualmente a Bucarest.
Organizzata da Asociatia Clubul Sportiv Bucharest Running Club, assieme alla Federazione rumena di atletica leggera.